# 皮克罗林尼湖
皮克罗林尼湖是希腊基尔基斯州的一个内流碱性盐湖。它位于基尔基斯和塞萨洛尼基的边界，在塞萨洛尼基西北约40公里处。湖水高盐，水域较浅（0.5-0.7米），湖岸线约8.5公里。夏季由于蒸发作用，水面面积呈明显的季节变化（3.2–4.5 km2），平均3.7 km2。
皮克罗林尼湖是希腊唯一的盐湖，由普通芦苇环绕的稀有盐生植物构成的生物群落，是各种常见和濒危鸟类的家园。该生境自1996年起被列为Natura 2000的社区利益和特别保护区，并受《湿地公约》保护。
这个湖在古代被称为查拉斯特拉（古希腊语：χ αλ α στρα），是希腊-罗马玻璃制造的泡碱和碱的著名来源。在现代，它已经成为一个浴疗的场所，有一个水疗中心专门利用湖中的盐水和特有的黑色泥浆进行治疗。

## 位置和起源
该湖位于塞萨洛尼基西北约40公里，基尔基斯以南25公里，位于前皮克罗林尼市和卡利塞亚市（现在分别合并为基尔基斯市和奥雷奥卡斯特罗市）之间的边界。